# Auxiliaire chiral
Un auxiliaire chiral est un composé chimique temporairement incorporé dans une synthèse organique afin de contrôler le résultat stéréochimique de cette dernière. Le premier à les utiliser fut le chimiste américain Elias James Corey en 1978.

## Utilisation
Les auxiliaires chiraux sont utilisés dans l'industrie pharmaceutique afin de préparer des médicaments à base de centres asymétriques.
Le pseudoéphédrine et le trans-2-phénylcyclohexan-1-ol, le 8-phénylmenthol, le menthol et la 2-oxazolidone sont par exemple employés en tant qu'auxiliaires chiraux.

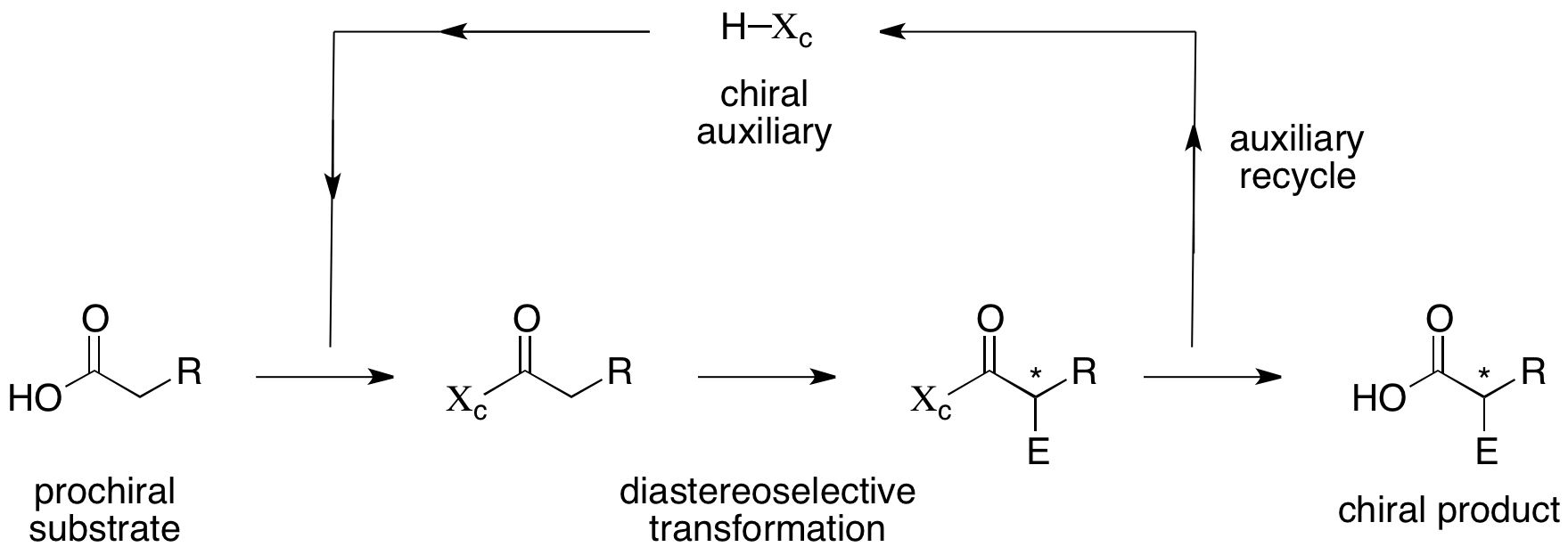
Schéma de principe de l'utilisation d'un auxiliaire chiral (en anglais : chiral auxiliary) : un substrat acide prochiral (comportant un méthylène qui donnerait un composé chiral par remplacement de l'un des deux hydrogènes par un groupe quelconque noté E, mais différent de R et de COOH) est modifié par l'auxiliaire chiral pour donner un ester chiral. Une réaction diastéréosélective sur cet ester conduit, idéalement, à un seul diastéréoisomère du produit de condensation après la création d'un deuxième centre chiral, repéré par un astérisque. Le produit acide chiral désiré (chiral product) est enfin libéré sous forme d'un seul énantiomère et l'auxiliaire chiral, inchangé, peut éventuellement être recyclé. L'introduction de E en l'absence d'auxiliaire chiral conduirait nécessairement à un produit racémique.